# Moddervulkaan

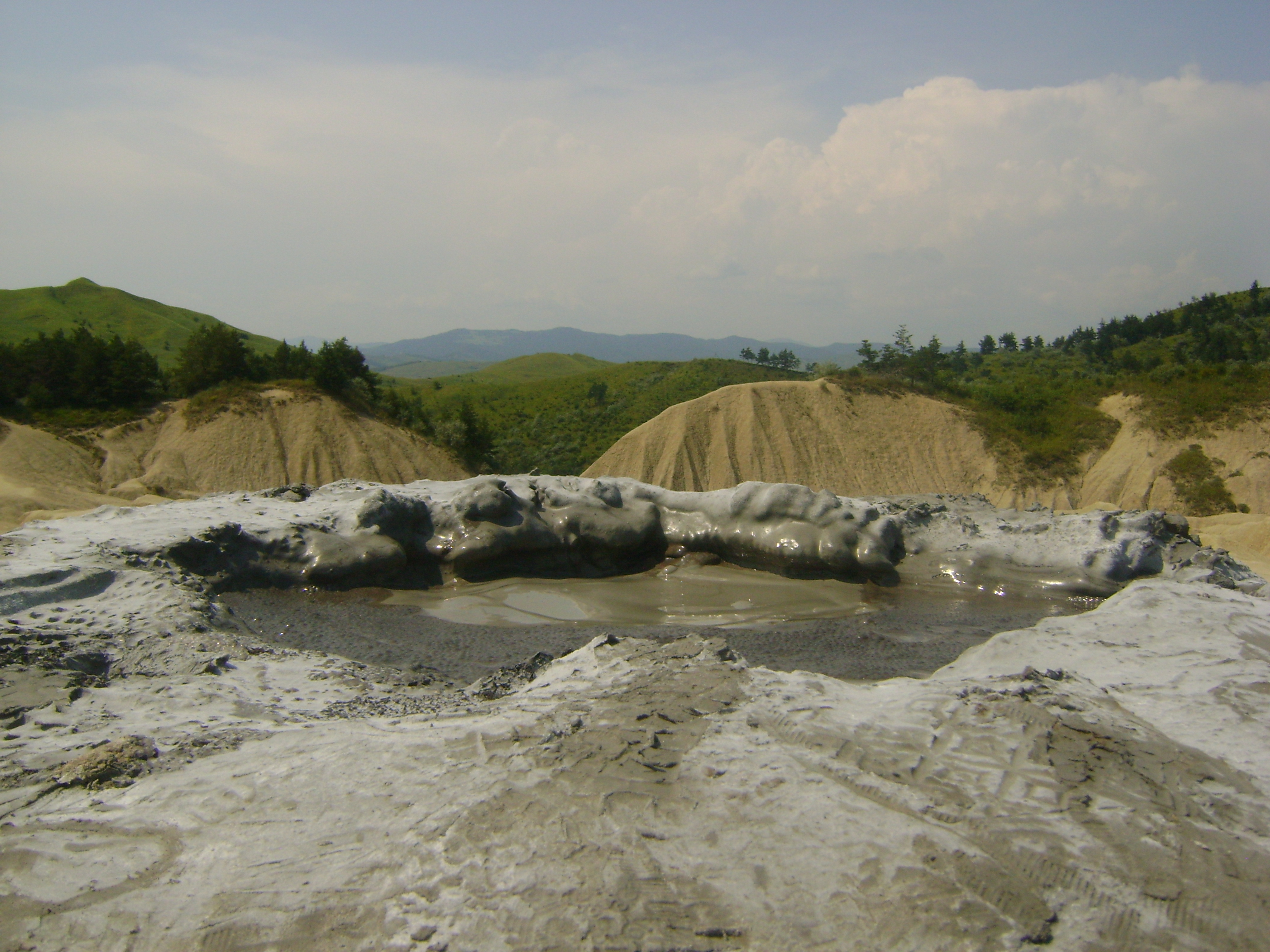
Moddervulkaan in de buurt van Buzău in Roemenië

Een moddervulkaan bestaat uit modder en gas die vanuit een ondergronds reservoir naar buiten stromen via een vulkanische kegel of simpelweg een scheur in de grond.
Moddervulkanen zijn te vinden op elk continent, maar komen veel voor in de Zuid-Kaspische regio op het vasteland van o.a. Azerbeidzjan en offshore in o.a. Indonesië en het Oost-Java Bassin.

## Ontstaan
Modder en gas kunnen zich ophopen daar waar zee-sediment opgesloten raakt in een subductie-zone waar de ene tektonische plaat onder de andere schuift. Als een oceanische tektonische plaat onder een continentale plaat door glijdt kan er marien sediment worden afgeschraapt. Als dit sediment snel in hoeveelheid toeneemt en er water in de poriën opgesloten raakt, kan dat ervoor zorgen dat het sediment niet meer gebonden wordt door de druk. Het resultaat is een ondergronds modderreservoir.

## Sidoarjo 2006
In mei 2006 ontstond een ongewone moddervulkaan bij Sidoarjo (Indonesië): deze is reusachtig en lijkt op een tussenvorm tussen een typische moddervulkaan en een hydrothermale bron of uitlaat (‘hydrothermal vent’). De modder is van een ongewoon hoge temperatuur (60 °C) en bevat enorm hoge concentraties waterstofsulfide-gas. Dit lijkt erop te wijzen dat er tegelijkertijd een vorm van vulkanische, hydrothermale activiteit aanwezig is. Verondersteld wordt dat de modder afkomstig is uit een reservoir zo’n 2,7 kilometer onder het aardoppervlak.
Deze modderstroom ontstond bij een gasboring en werd mede veroorzaakt door verkeerd gebruik van apparatuur en pijpen. De modderstroom spuwt ongeveer 3m3/s. De zich ophogende modder zorgt voor grote overlast en heeft enkele mensen dakloos gemaakt. Momenteel is er nog geen permanente oplossing voor de modderstroom. Het lijkt onmogelijk de modderstroom zelf te stoppen - er zijn plannen om een pomp direct op de bron te stoppen en via een pijpleiding naar een oud afwateringskanaal de modder af te voeren.

## Uitbarstingen
Diverse oorzaken, waaronder aardbevingen en boringen voor delfstoffenwinning, kunnen leiden tot een breuk, waardoor de opgesloten modder naar de oppervlakte kan stromen.